# Смертная казнь в Брунее
Смертная казнь предусмотрена законодательством Брунея, однако с момента получения страной независимости в 1984 году ни разу не применялась. Последняя казнь в Брунее была произведена в 1957 году, когда страна находилась под протекторатом Великобритании.
Смертная казнь предусмотрена за такие виды преступлений как убийство, терроризм, незаконный оборот наркотиков, доведение до самоубийства, поджог, похищение людей, государственная измена, мятеж и лжесвидетельство. Начиная с 2019 года была введена смертная казнь за однополый секс. В апреле 2014 года в Брунее был введен новый уголовный кодекс на основе шариатского права предусматривавший смертную казнь за супружескую измену, изнасилование, вероотступничество, богохульство и оскорбление ислама.
Законным методом осуществления является казнь через повешение, в 2014 году в нему добавилось забивание камнями.
В настоящее время в Брунее в камере смертников находится около шести человек. Последний известный смертный приговор был вынесен в 2017 году, а один смертный приговор был заменен в 2009 году.